# دينو مارينو
دينو مارينو (بالإيطالية: Dino Marino)‏ (23 مايو 1985 بنابولي في إيطاليا - ) هو لاعب كرة قدم إيطالي في مركز الوسط. لعب مع إنتر ميلان ونادي برو باتاريا ونادي سودتيرول ونادي أريتسو وOstuni Sport ‏.

## وصلات خارجية
- دينو مارينو على موقع قاعدة بيانات كرة القدم.إي يو (الإنجليزية)